# Ciîstenke (Simferopol)
Ciîstenke (în ucraineană Чистеньке) este localitatea de reședință a comunei Ciîstenke din raionul Simferopol, Republica Autonomă Crimeea, Ucraina.

## Demografie
Componența lingvistică a localității Ciîstenke
     Rusă (79,68%)
     Tătară crimeeană (11,62%)
     Ucraineană (5,95%)
     Alte limbi (0,95%)
Conform recensământului din 2001, majoritatea populației localității Ciîstenke era vorbitoare de rusă (79,68%), existând în minoritate și vorbitori de tătară crimeeană (11,62%) și ucraineană (5,95%).